# Hallur Teitsson
Hallur Teitsson (1085-1150) fue un caudillo medieval y sacerdote del siglo XII. Pertenecía al clan familiar de los Haukdælir. Era hijo de Teitur Ísleifsson de Haukadalur y sobrino del obispo Gissur Ísleifsson.
Vivió en la hacienda de Haukdælir y estaba considerado como uno de los hombres más eruditos de Islandia en aquel tiempo. Cuando murió el obispo Magnús Einarsson de Skálholt en 1149, él fue elegido su sucesor. Al año siguiente fue a Roma en peregrinación, pero en su camino de regreso falleció en Treckt (Utrecht) y el obispado lo recibió Klængur Þorsteinsson. En la obra Hungurvaka se cita que era tan sabio que allá donde pasaba durante su peregrinación hablaba de los temas nacionales como si hubiera nacido en esa tierra.
Casó con Þuríður Þorgeirsdóttir y tuvieron un hijo, Gissur Hallsson.